# Bellahøj Svømmestadion
Bellahøj Svømmestadion er en svømmehal beliggende på Bellahøj i København.

## Historie
Svømmestadionet var et resultat af en arkitektkonkurrence udstedt af Kultur- og Fritidsforvaltningen, Københavns Kommune.
Svømmestadionet blev åbnet den 10. august 2009.

## Faciliteter

### Indendørs
• 50 m bassin, der var Hovedstadens første
• 25 m bassin/udspringsbassin, med hhv. 5, 3 og 1 m vippe
• Undervisnings-/legebassin på 5x12m - vanddybde 0,8 m
• Saunaer

### Udendørs
• 2x25m bassiner med vanddybder på hhv. 0,7 og 0,9 m
• Vandlegeområde og vandrutschebane.